# Mathias Schipper
Mathias Schipper (* 23. September 1957 in Castrop-Rauxel) ist ein ehemaliger deutscher Fußballspieler.

## Karriere
Mathias Schipper gab sein Debüt in der Schalker Profimannschaft, noch als A-Jugendlicher, am 17. Januar 1976 im Spiel gegen den Hamburger SV (0:1). Dies war sein einziger Einsatz in der Saison 1975/76. Mit der A-Jugend wurde er 1976 Deutscher Meister. 1978/79 hatte er sich einen Stammplatz in der Bundesligamannschaft erkämpft und absolvierte alle 34 Partien, wechselte aber nach der Saison zu Alemannia Aachen in die 2. Fußball-Bundesliga, dies aufgrund von Unstimmigkeiten mit der Schalker Vereinsführung. Nach drei Jahren in der 2. Bundesliga mit Aachen wechselte Schipper zurück zu Schalke 04, das in der Zwischenzeit ab- und wieder aufgestiegen war. 1982/83 stieg Schalke erneut ab – diesmal mit Schipper als Spieler. Erneut gelang dem Verein der direkte Wiederaufstieg. In den Folgejahren spielte er, weiterhin als Stammspieler, mit seinem Club in der Bundesliga. 1987/88 erfolgte allerdings mit einem letzten Platz der nächste Abstieg und Schipper beendete seine Profilaufbahn nach jener Saison, anschließend lief er noch kurzzeitig für die SpVgg Erkenschwick in der seinerzeit drittklassigen Oberliga Westfalen auf. Insgesamt absolvierte Schipper als Profi 189 Bundesliga-Spiele (6 Tore) und 139 Zweitligaspiele (8 Tore).

## Erfolge
- 1976 Deutscher Meister mit der A-Jugend von Schalke 04
- 1977 Deutscher Vizemeister mit Schalke 04
- 1984 Aufstieg in die 1. Bundesliga, sowie Erreichen des DFB-Pokal-Halbfinales mit Schalke 04

## Nach dem Fußball
Nach seinem Karriereende 1988 absolvierte Schipper eine Ausbildung zum Physiotherapeuten und eröffnete 1994 eine Praxis in Gladbeck. 2017 wurde er von den Mitgliedern des FC Schalke 04 e.V. in den Wahlausschuss gewählt, der über die Zulassung von Kandidaten für die Wahl des Aufsichtsrats entscheidet. Von diesem Amt trat er 2021 zurück. Er ist weiterhin als Repräsentant des Vereins tätig und für die Traditionsmannschaft des FC Schalke 04 aktiv.